# Hecatera antitypina
Hecatera antitypina är en fjärilsart som beskrevs av Rothschild 1914. Hecatera antitypina ingår i släktet Hecatera och familjen nattflyn. Inga underarter finns listade i Catalogue of Life.